# Aixirivall
Aixirivall – miasto w Andorze, położone w południowo-zachodniej części kraju niedaleko granicy z Hiszpanią. W 2012 roku liczyło 821 mieszkańców.
W mieście znajduje się kościół San Per Ashrival, zbudowany w 1603 roku.